# Heteropterus (sprinkhaan)
Heteropterus is de voorlopige maar niet geldig gepubliceerde naam van een geslacht van rechtvleugeligen uit de familie doornsprinkhanen (Tetrigidae). De wetenschappelijke naam van dit geslacht werd in 1992 gepubliceerd door Wang maar is een later homoniem van Heteropterus Duméril, 1806, een geslacht van dikkopjes (Hesperiidae).

## Soorten
Het geslacht Heteropterus  is monotypisch en omvat slechts de volgende soort:
- Heteropterus xiushanensis Wang, 1992